# マティルダ・オブ・チェスター
マティルダ・オブ・チェスター（Matilda of Chester, 1171年 - 1233年1月6日）は、チェスター伯ヒュー・ド・ケヴェリオックの娘で、ハンティンドン伯デイヴィッド・オブ・スコットランドの妃である。

## 家族
マティルダは1171年に、第5代チェスター伯ヒュー・ド・ケヴェリオックとベルトラード・ド・モンフォールの長女として生まれた。父方の祖父母はラヌルフ2世・ド・ジェルノンとイングランド王ヘンリー1世の孫娘モード（マティルダ）・オブ・グロスター、母方の祖父はエヴルー伯・ウー伯シモン3世・ド・モンフォールであった。
マティルダには以下のきょうだいがいた。
- ラヌルフ・ド・ブロンドヴィル - 第6代チェスター伯
- リチャード[3] - 早世
- メイベル - 第3代アランデル伯ウィリアム・ド・オービニーと結婚
- アグネス（アリス） - 第4代ダービー伯ウィリアム・ド・フェラーズと結婚
- ハヴィス - リンカーン女伯

また、アミス（アミシア）という姉妹もいたが、庶子であった可能性がある。
父ヒューはマティルダが10歳のとき、1181年に亡くなった。父ヒューは1173年から1174年にかけての貴族の反乱に参加したため、ヘンリー2世は領地を没収した。1177年に領地が返還された後、ヘンリー2世のアイルランド遠征に従軍した。父の死後、マティルダの兄ラヌルフがチェスター伯位を継承し、マティルダは兄の共同相続人となった。

## 結婚と子女

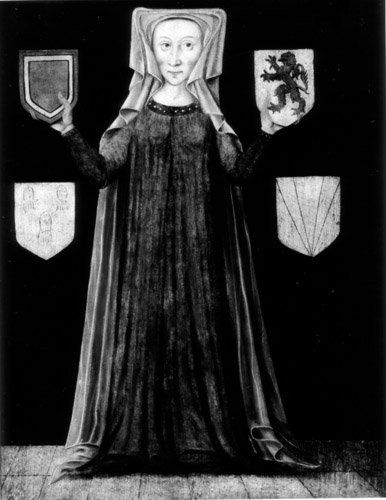
マティルダの孫デヴォグィラ（ジョン・ベイリャルの母）

1190年8月26日、マティルダはスコットランド王子で、第3代ハンティンドン伯ヘンリーの息子、スコットランド王マルカム4世およびウィリアム1世の弟である、第8代ハンティンドン伯デイヴィッドと結婚した。デイヴィッドはマティルダより20歳近く年上であった。この結婚についてピーターバラ修道院長ベネディクトが記録を残している。
デイヴィッドとマティルダの間には7子が生まれた。
- マーガレット（1194年頃 - 1233年6月1日以降） - ギャロウェイ領主アランと結婚し、デヴォグィラ（ジョン・ベイリャルの母）を含む2女をもうけた。
- ロバート - 早世
- エイダ - サー・ヘンリー・ド・ヘイスティングスと結婚し、息子ヘンリー・ド・ヘイスティングス（初代ヘイスティングス男爵）をもうけた。
- マティルダ（モード）（-1219年以降、未婚）
- イゾベル（1199年 - 1251年） - 第4代アナンデイル領主ロバート・ブルースと結婚し、第5代アナンデイル領主ロバート・ド・ブルースを含む2人の息子をもうけた。
- ジョン（1207年 - 1237年6月6日） - エレン・ヴェルフ・サウェリンと結婚。1232年に伯父ラヌルフの跡を継いでチェスター伯となったが、子供を残さずに亡くなった。
- ヘンリー - 早世[4]

夫デイヴィッドには、複数の愛妾との間に4人の庶子がいた。
1232年10月に兄ラヌルフが亡くなると、マティルダは他の3人の姉妹と共にラヌルフの財産の一部と、チェスター伯位を自らの権利で相続した。それから1か月も経たないうちに、マティルダは国王の同意を得て、伯位を息子ジョンに生前贈与し、ジョンは母親の権利によりチェスター伯となった。ジョンはヘンリー3世により1232年11月21日に正式にチェスター伯爵に叙せられ、その6週間後に母親が亡くなると、自身の権利でチェスター伯となった。
マティルダは1233年1月6日に62歳で亡くなった。夫デイヴィッドは1219年に亡くなっていた。1290年、ノルウェー王女マーガレットが亡くなり、スコットランド王ウィリアム1世の正統な血統が断絶すると、デイヴィッドとマティルダの子孫がスコットランド王位を争うこととなり、その中には後にスコットランド王に選ばれたジョン・ベイリャルや、ロバート1世の祖父である第5代アナンデイル領主ロバート・ド・ブルースも含まれていた。